# Мотор (платформа)
Платфóрма Мотóр — пасажирський залізничний зупинний пункт Запорізької дирекції Придніпровської залізниці на електрифікованій лінії Синельникове I — Запоріжжя I між станцією Запоріжжя I (3 км) та зупинним пунктом Іскра (1,8 км). Розташований у Шевченківському районі міста Запоріжжя, вздовж вулиці Магістральної.

## Пасажирське сполучення
На платформі Мотор зупиняються приміські електропоїзди напрямку Запоріжжя I — Синельникове I / Дніпро-Головний.